# Liste de ponts du Pérou
Cet article a pour objet de présenter une liste de ponts remarquables du Pérou, tant par leurs caractéristiques dimensionnelles, que par leur intérêt architectural ou historique.

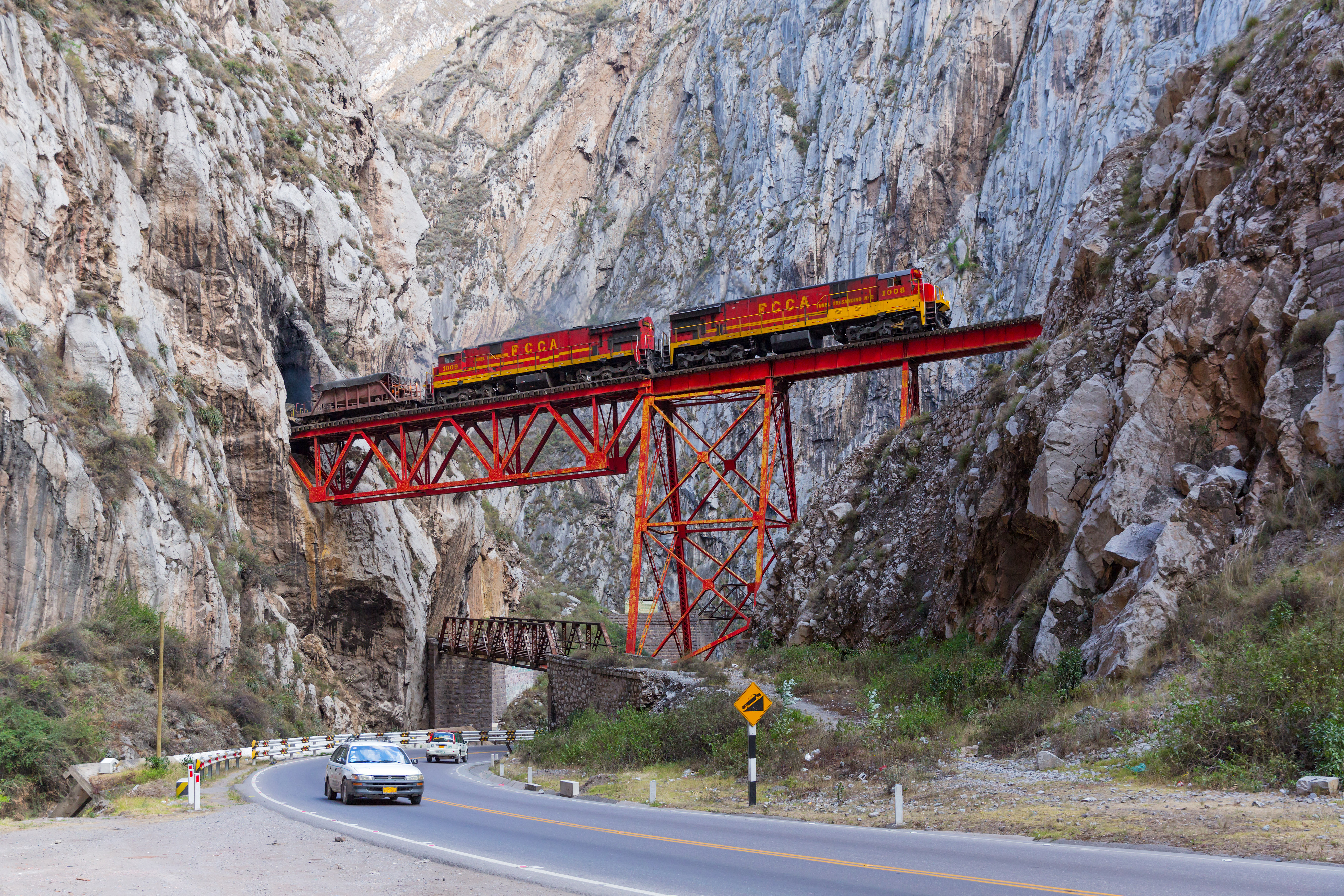
Le pont Infiernillo sur la Ferrocarril Central del Perú à travers la Cordillère des Andes.

La catégorie lien donne la classification de l'ouvrage parmi ceux présentés et propose un lien vers la fiche technique du pont sur le site Structurae, base de données et galerie internationale d'ouvrages d'art. La liste peut être triée selon les différentes entrées du tableau pour voir ainsi les ponts en arc ou les ouvrages les plus récents par exemple.
Les colonnes portée et longueur, exprimées en mètres indiquent respectivement la distance entre les pylônes de la travée principale et la longueur totale de l'ouvrage, viaducs d'accès compris.

## Ponts présentant un intérêt historique ou architectural
|                                         |    | Nom                      | Distinction                                                         | Long. | Type                                                                          | Voie portée Voie franchie                         | Date | Localisation                                     | Région     | Ref.  |
| --------------------------------------- | -- | ------------------------ | ------------------------------------------------------------------- | ----- | ----------------------------------------------------------------------------- | ------------------------------------------------- | ---- | ------------------------------------------------ | ---------- | ----- |
|                                         | 1  | Pont de l'Inca           | Ancienne entrée secrète du Machu Picchu · Patrimoine mondial (1983) |       | Pont en bois                                                                  |                                                   |      | Aguas Calientes 13° 09′ 50,7″ S, 72° 32′ 56,7″ O | Cuzco      | [ 1 ] |
| Puente Q'eswachaca                      | 2  | Pont de Q'eswachaca      | L'un des derniers ponts inca encore en service                      |       | Suspendu Cordages                                                             | Río Apurímac                                      |      | Quehue 14° 22′ 53,5″ S, 71° 29′ 02,9″ O          | Cuzco      | [ 2 ] |
| Puente de Uchumayo                      | 3  | Pont d'Uchumayo          | Pont du Diable                                                      |       | Maçonnerie 1 arche plein cintre                                               | Río Chili                                         | 1604 | Uchumayo 11° 51′ 30,7″ S, 76° 24′ 34,5″ O        | Arequipa   | [ 3 ] |
| Puente de Piedra                        | 4  | Pont de pierre           | Centre historique de Lima · Patrimoine mondial (1988)               | 112   | Maçonnerie 6 arches plein cintre                                              | Jr. Trujillo Río Rímac                            | 1608 | Lima 12° 02′ 36″ S, 77° 01′ 46,9″ O              | Lima       | [ 4 ] |
| Puente Francisco Bolognesi, Puente Real | 5  | Pont Francisco Bolognesi |                                                                     |       | Maçonnerie 5 arches plein cintre                                              | Zamácola Río Chili - La Marina                    | 1608 | Arequipa 16° 23′ 51,6″ S, 71° 32′ 30,1″ O        | Arequipa   | [ 5 ] |
| Puente Bolivar                          | 6  | Pont Bolivar             | Ponts en poutres-treillis Fink                                      | 488   | Treillis                                                                      | Río Chili                                         | 1871 | Arequipa 16° 24′ 37,7″ S, 71° 32′ 52,2″ O        | Arequipa   | [ 6 ] |
| Puente Kimiri                           | 7  | Pont Kimiri              |                                                                     | 75    | Suspendu Tablier acier, platelage bois, 1 pylône maçonnerie, 1 ancrage direct | Río Chanchamayo                                   | 1901 | La Merced 11° 01′ 59,6″ S, 75° 18′ 59″ O         | Junín      | [ 7 ] |
| Puente El Infiernillo                   | 8  | Pont El Infiernillo      |                                                                     | 63    | Treillis Acier                                                                | Ferrocarril Central del Perú Carretera Central 22 | 1908 | San Mateo 11° 44′ 22,8″ S, 76° 16′ 51,3″ O       | Huarochirí | ,     |
| Puente Chaupichaca                      | 9  | Pont Chaupichaca         |                                                                     | 123   | Treillis Acier                                                                | Ferrocarril Central del Perú                      | 1909 | San Mateo 11° 47′ 12,4″ S, 76° 19′ 02,6″ O       | Huarochirí | [ 9 ] |
| Puente Carrión, Puente Verrugas         | 10 | Pont Carrión             | Hauteur libre : 80 mètres                                           | 218   | Treillis Acier                                                                | Ferrocarril Central del Perú Canyon de Verrugas   | 1937 | San Bartolomé 11° 53′ 21,5″ S, 76° 29′ 14,1″ O   | Lima       | ,     |

## Grands ponts
Ce tableau présente les ouvrages ayant des portées supérieures à 100 m (liste non exhaustive).
|                                    |    | Nom                                   | Portée | Long. | Type                                                                | Voie portée Voie franchie                         | Date | Localisation                                            | Région               | Ref.  |
| ---------------------------------- | -- | ------------------------------------- | ------ | ----- | ------------------------------------------------------------------- | ------------------------------------------------- | ---- | ------------------------------------------------------- | -------------------- | ----- |
| Puente Guillermo Billinghurst      | 1  | Pont Guillermo Billinghurst           | 320    | 723   | Suspendu Tablier poutres treillis acier, pylônes acier, piles béton | Interoceánica Sur Río Madre de Dios               | 2012 | Puerto Maldonado 12° 35′ 25,8″ S, 69° 10′ 25,7″ O       | Madre de Dios        |       |
|                                    | 2  | Pont de Punta Arenas                  | 220    | 271   | Suspendu Tablier treillis acier, pylônes acier                      | Carretera Marginal de la Selva PE-5N Río Huallaga | 1975 | Campanilla 7° 31′ 45,4″ S, 76° 40′ 17,4″ O              | San Martín           |       |
| Pont de Tocache, San Martín.       | 3  | Pont de Tocache                       | 220    | 330   | Suspendu Tablier treillis acier, pylônes acier                      | Carretera Marginal de la Selva PE-5N Río Huallaga | 1975 | Tocache 8° 11′ 12,6″ S, 76° 30′ 26,4″ O                 | San Martín           |       |
| Nuevo Puente Aguaytía              | 4  | Nouveau pont d'Aguaytía               | 200    | 576   | Suspendu Tablier treillis acier, pylônes acier                      | Carretera Marginal de la Selva PE-5N Río Aguaytía |      | Aguaytía 9° 02′ 14,4″ S, 75° 30′ 18″ O                  | Ucayali              |       |
|                                    | 5  | Pont de Bellavista                    | 190    | 320   | Haubané Tablier mixte acier/béton, pylônes béton                    | Río Huallaga                                      | 2010 | Bellavista 7° 04′ 08,9″ S, 76° 34′ 55,7″ O              | San Martín           |       |
|                                    | 6  | Pont Palcazú                          | 180    | 260   | Suspendu Tablier treillis acier, pylônes acier                      | Carretera Marginal de la Selva PE-5N Río Palcazú  |      | Ciudad Constitución 9° 51′ 02,9″ S, 75° 00′ 58,6″ O     | Pasco                |       |
| Puente Inambari                    | 7  | Pont Inambari                         | 160    | 173   | Suspendu Tablier treillis acier, pylônes acier                      | Interoceanica Sur 26 Río Inambari                 |      | Puerto Leguia 13° 11′ 40,2″ S, 70° 23′ 09,8″ O          | Cuzco Madre de Dios  | [ 8 ] |
| Puente Bolognesi                   | 8  | Pont de Bolognesi                     | 150    | 150   | Arc Acier, tablier suspendu Pont bow-string                         | Avenida Bolognesi Río Piura                       | 2002 | Piura 5° 12′ 03″ S, 80° 37′ 31,6″ O                     | Piura                |       |
| Puente de Chaypara                 | 9  | Pont de Chaypara                      | 137    | 137   | Suspendu                                                            |                                                   |      |                                                         |                      |       |
| Puente del Integración Brasil-Perú | 10 | Pont de l'Intégration de Brésil-Perou | 110    | 240   | Pont extradossé Tablier caisson béton, pylône béton                 | Rodovia Interoceânica Río Acre                    | 2005 | Iñapari - Assis Brasil 10° 56′ 29,1″ S, 69° 34′ 37,4″ O | Madre de Dios Brésil |       |
| Puente San Francisco               | 11 | Pont San Francisco                    |        |       | Suspendu Tablier treillis acier, pylônes acier                      |                                                   |      |                                                         |                      |       |